# Yaakov Dori
Yaakov Dori (Dostrovsky) (en hebreo: יעקב דורי), (8 de octubre de 1899-22 de enero de 1973), fue el primer Comandante en Jefe de las Fuerzas de Defensa de Israel (FDI). 

## Biografía
Nacido en Odesa, actual Ucrania (entonces parte del Imperio Ruso), su familia emigró a la Siria Otomana tras el pogromo antisemita de Odesa en 1905. Tras terminar el bachillerato en la Escuela Hebrea Reali de Haifa, se alistó en la Legión Judía del Ejército Británico durante la  Primera Guerra Mundial.  
Cuando regresó a Palestina en 1926, se unió a la Haganá y adoptó el sobrenombre clandestino de "Dan". En 1939, Dori fue designado Comandante de la Haganá, puesto que mantuvo hasta 1946. De 1946 a 1947 también comandó la delegación de Judíos de Palestina enviada a los Estados Unidos.

## Trayectoria
Cuando se formaron las IDF, Dori asumió el control como su primer jefe de Estado Mayor. Sin embargo, a pesar de sus buenas dotes de mando y organización, su salud ya se resentía y tuvo dificultades para dirigir sus tropas durante la Guerra árabe-israelí de 1948, por lo que se vio obligado a depender en gran medida de su adjunto, Yigael Yadin. Terminó su mandato como jefe de Estado Mayor el 9 de noviembre de 1949 y se retiró del ejército. Le sucedió su segundo, Yadin. Sin embargo, tras su salida del ejército, siguió llevando la insignia de oficial que se le concedió cuando alcanzó el grado de subteniente.
Después de dejar las IDF, Dori fue nombrado presidente del Consejo Científico de la nación, dependiente del gabinete del primer ministro. Más tarde, en 1951, fue nombrado presidente del Technion - Instituto de Tecnología de Israel, en Haifa, cargo que ocupó hasta 1965, tras Shlomo Kaplansky y Alexander Goldberg. 
Le sobreviven su viuda, dos hijos, Yerachmiel y Zvi, y una hija, la Sra. Eytana Padan.

## Legado y honores
La base de las Fuerzas de Defensa de Israel en Tel HaShomer, una de las mayores de Israel, lleva el nombre de Ya'akov Dori. Una importante carretera de Haifa y una calle de Beersheba llevan su nombre. 